# لیتل کاثورپ
لیتل کاثورپ (به انگلیسی: Little Cawthorpe) یک روستا و محله مدنی در بریتانیا است که در لیندسی شرقی واقع شده‌است. لیتل کاثورپ ۱۶۳ نفر جمعیت دارد.